# Equació de Marchenko
En física matemàtica, més concretament el problema de dispersió inversa, l'equació de Marchenko (o equació de Gelfand-Levitan-Marchenko o equació de GLM), anomenada així en honor d'Izraïl Gelfand, Boris Levitan i Vladimir Marchenko, es deriva calculant la transformada de Fourier de la relació de difusió:
{\displaystyle K(r,r^{\prime })+g(r,r^{\prime })+\int _{r}^{\infty }K(r,r^{\prime \prime })g(r^{\prime \prime },r^{\prime })\mathrm {d} r^{\prime \prime }=0}
on {\displaystyle g(r,r^{\prime })\,}és un nucli simètric, tal que {\displaystyle g(r,r^{\prime })=g(r^{\prime },r),\,}que es calcula a partir de les dades de difusió. Solucionant l'equació de Marchenko, s'obté el nucli de l'operador de transformació {\displaystyle K(r,r')} a partir del qual es pot llegir el potencial. Aquesta equació deriva de l'equació integral de Gelfand-Levità, mitjançant la representació de Povzner-Levitan.